# 4-Метилпиразол
4-метилпиразол применим как ингибитор печёночного фермента алкогольдегидрогеназы. Используется в качестве эффективного антидота при отравлениях токсичными спиртами — метиловым спиртом, этиленгликолем.
Позволяет снизить метаболическую составляющую токсического воздействия указанных спиртов на организм после их окисления печенью до альдегидов и кислот.
Применяется в чистом виде и в сочетании с этиловым спиртом, как дополнительным конкурентным ингибитором алкогольдегидрогеназы, при неотложной помощи и дальнейшей терапии отравлений указанными спиртами.
Описано применение в комплексе мероприятий неотложной медицинской помощи в дозе 10 мг 4-метилпиразола на 1 кг массы тела в сутки внутривенно, в сочетании с 20—30%-м водным раствором этанола перорально в дозе 200 мл через каждые 3—4 часа, или внутривенно 5%-й раствор в 5%-м растворе глюкозы, из расчета 1,5—2 г этанола на 1 кг массы тела в сутки.
Выпускается в форме препаратов под названиями «пирозол», «4-метилпиразол», Fomepizole (для инъекций), давно применяется в Европе и США.